# 寺尾允男
寺尾 允男（てらお ただお、1935年（昭和10年）1月5日 - ）は、元国立医薬品食品衛生研究所長、元医薬品医療機器レギュラトリーサイエンス財団会長。薬学博士。

## 来歴
1953年（昭和28年）、静岡県立静岡城内高等学校卒業。1964年（昭和39年）、東京大学大学院化学系研究科薬学専攻博士課程修了。東京大学薬学部助教授。国立衛生試験所部長(放射線化学部、機能生化学部、薬品部) 、国立衛生試験所副所長、国立医薬品食品衛生研究所長を歴任。日本公定書協会会長、日本薬学会監事、厚労省薬事食品衛生審議会会長、内閣府食品安全委員会委員を歴任。2009年（平成21年）、 公益財団法人薬学研究奨励財団第五代理事長に就任。医薬品医療機器レギュラトリーサイエンス財団(旧日本公定書協会)会長。

## 著書・編書
- 『厚生労働科学研究費補助金医薬品・医療機器等レギュラトリーサイエンス総合研究推進事業 : 事業報告書及び研究実績報告書』[4]日本公定書協会 2006.3-
- 『医薬品の開発』[5] 鈴木郁生 ほか編 広川書店 1992.3